# Talasi
|  | Per a altres significats sobre Thalassius, vegeu «Thalassius (gènere)». |

Talasi (en llatí Thalassius) era prefecte del pretori d'Orient sota Constanci II, i va tenir una gran influència sobre aquest emperador.
Havia rebut el títol de comes i com a tal va ser enviat en qualitat d'ambaixador davant l'emperador Flavi Juli Constant (germà de Constanci II) a Petovium (Pannònia) l'any 348. Va ser nomenat prefecte del pretori i va fer tot el possible per incitar Constanci Gal a la rebel·lió i a l'emperador contra Gal. Va morir segons Ammià Marcel·lí l'any 353 i el va succeir Domicià. Un Thalasius, probablement un personatge diferent, era prefecte del pretori d'Illyricum el 357.
Sembla que Talasi va escriure un llibre d'història sobre la seva pròpia època, ja que Suides el cita.